# Maserati Mistral
El Maserati Mistral (Tipo AM109) es un gran turismo de dos asientos producido por el fabricante de automóviles italiano Maserati entre 1963 y 1970. Sucesor del 3500 GT, fue diseñado por Frua con la empresa carrocera Maggiora de Turín. Se construyeron un total de 828 cupés y de 125 spyders.
"Mistral" es el nombre de un viento frío del norte propio del sur de Francia, siendo el primero de una serie de Maseratis clásicos en recibir el nombre de un viento. Sería sucedido por el Ghibli, otro gran turismo con el que se superpuso su producción a partir de 1967.

## Historia
El Mistral es el último modelo de la "Casa del Tridente" con el reconocido motor de seis cilindros en línea de doble chispa y doble árbol de levas de la compañía. Propulsando a los Maserati 250F de Grand Prix, este motor ganó ocho Grandes Premios entre 1954 y 1960 y el Campeonato del Mundo de F1 en 1957 conducido por Juan Manuel Fangio. El motor presentaba cámaras de combustión hemisféricas alimentadas por un sistema de inyección indirecta de combustible diseñado por Lucas Industries, un nuevo desarrollo para los fabricantes de automóviles italianos. Posteriormente, Maserati pasó a los motores V8 para sus siguientes automóviles de producción, con el fin de satisfacer la demanda de máquinas cada vez más potentes.
Se instalaron tres motores en el Mistral, con cilindradas de 3500, 3700 y 4000 cc, que desarrollaban respectivamente 235 HP (175 kW) a 5500 rpm, 245 HP (183 kW) a 5500 rpm y 265 HP (198 kW) a 5200 rpm. Solo los primeros Mistral estaban equipados con el motor de 3500 cc, siendo la versión más buscada la de 4000 cc. Inusualmente, la carrocería se ofreció tanto en aluminio como, a partir de 1967, en acero, pero nadie está seguro de cuántos de cada uno se construyeron. El automóvil estaba equipado con una transmisión ZF estándar de cinco velocidades y frenos de disco en las cuatro ruedas. Según la práctica de Maserati, la suspensión delantera era independiente y el eje trasero rígido. La aceleración de 0-60 mph (97 km/h) para los motores de 3.7 y 4.0 litros era de alrededor de 7 segundos, y la velocidad máxima de aproximadamente 140 mph (225 km/h) a 145 mph (233 km/h). Al salir de fábrica, el coche estaba equipado originalmente con neumáticos Cinturato Pirelli 185VR16 CA67, luego neumáticos 205VR15 (CN72) sobre ruedas de radios de alambre Borrani. Únicamnete el Spyder recibió el motor 3500, del que solo se fabricaron 12 unidades, junto con 76 del Spyder de 3.7 L y 37 del de 4.0 L. 20 de los spyders construidos tenían el volante a la derecha.
Pietro Frua diseñó la carrocería, y se mostró por primera vez en una vista previa en el Salón del Automóvil de Turín en noviembre de 1963. A menudo se confunde con el AC Frua, de aspecto muy similar pero más grande y más potente, también diseñado por Frua.

## Galería

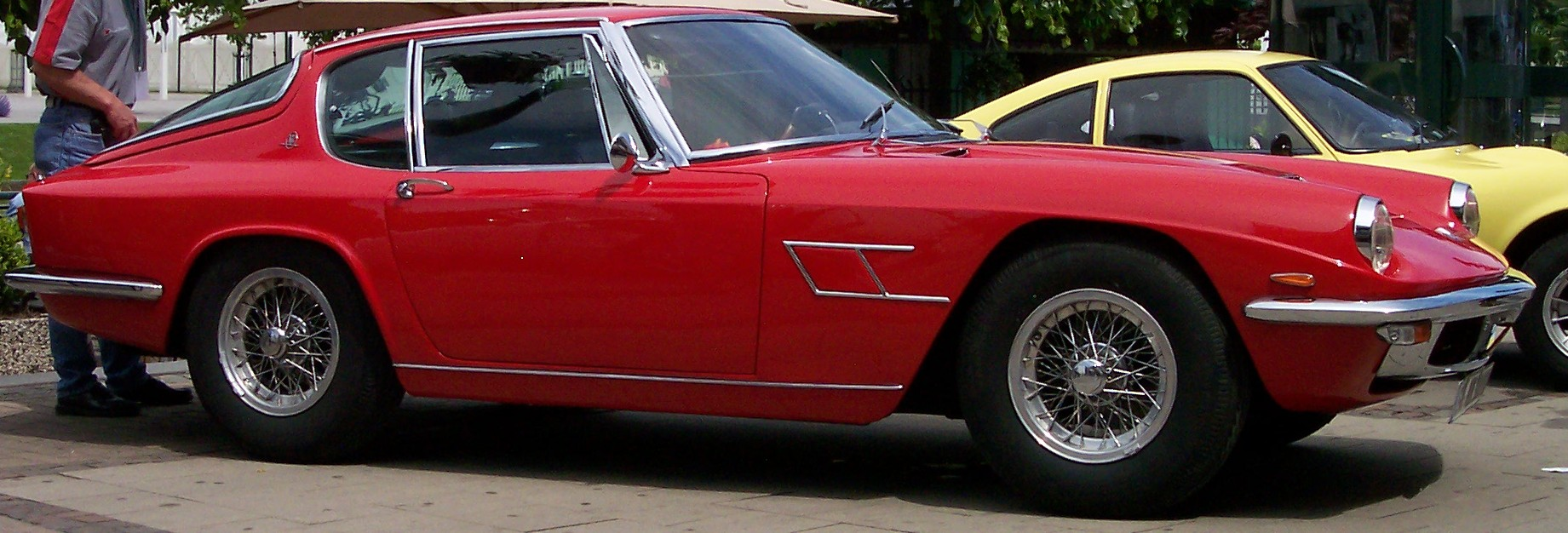
4000 Cupé
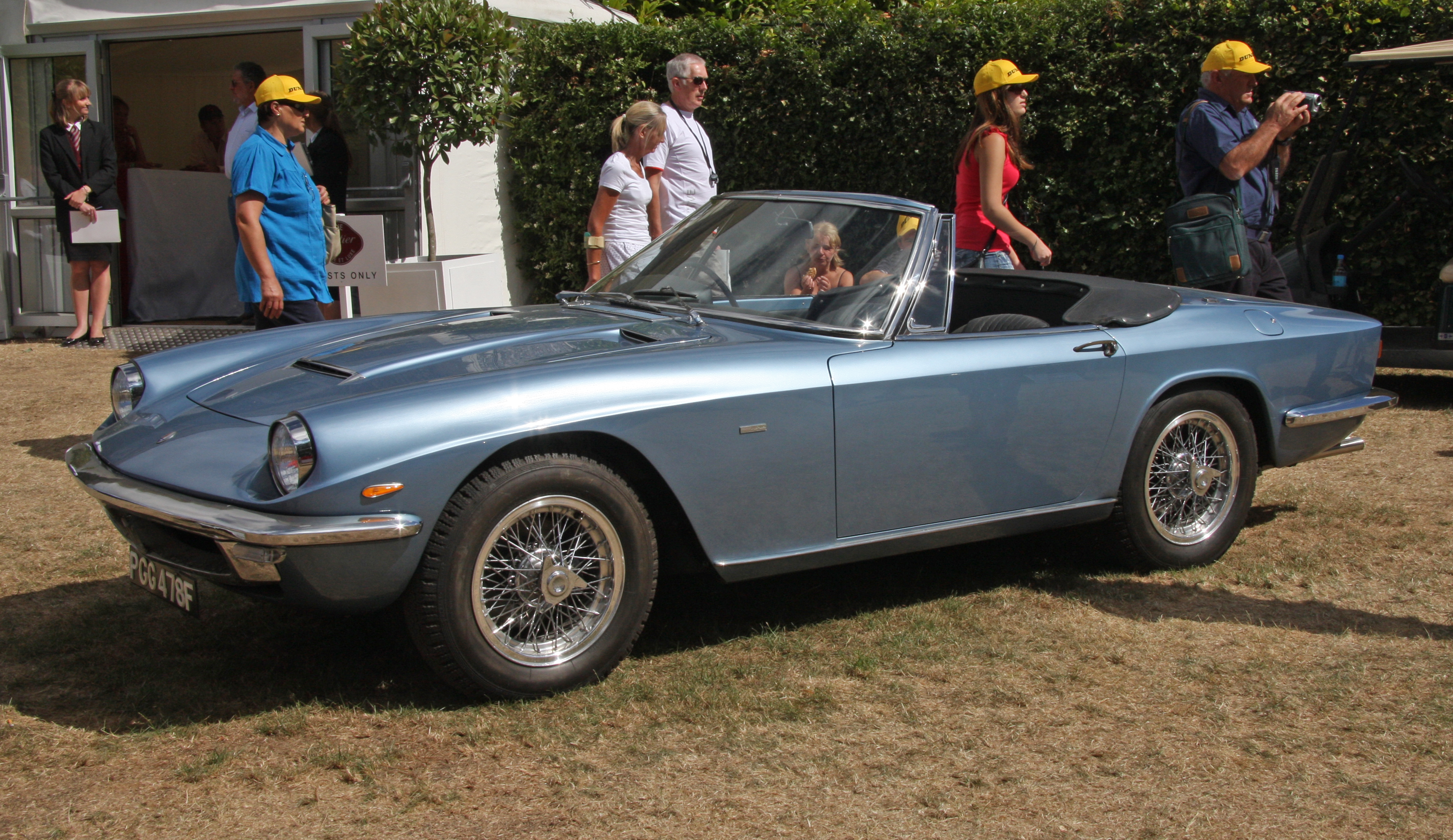
1967 Spyder
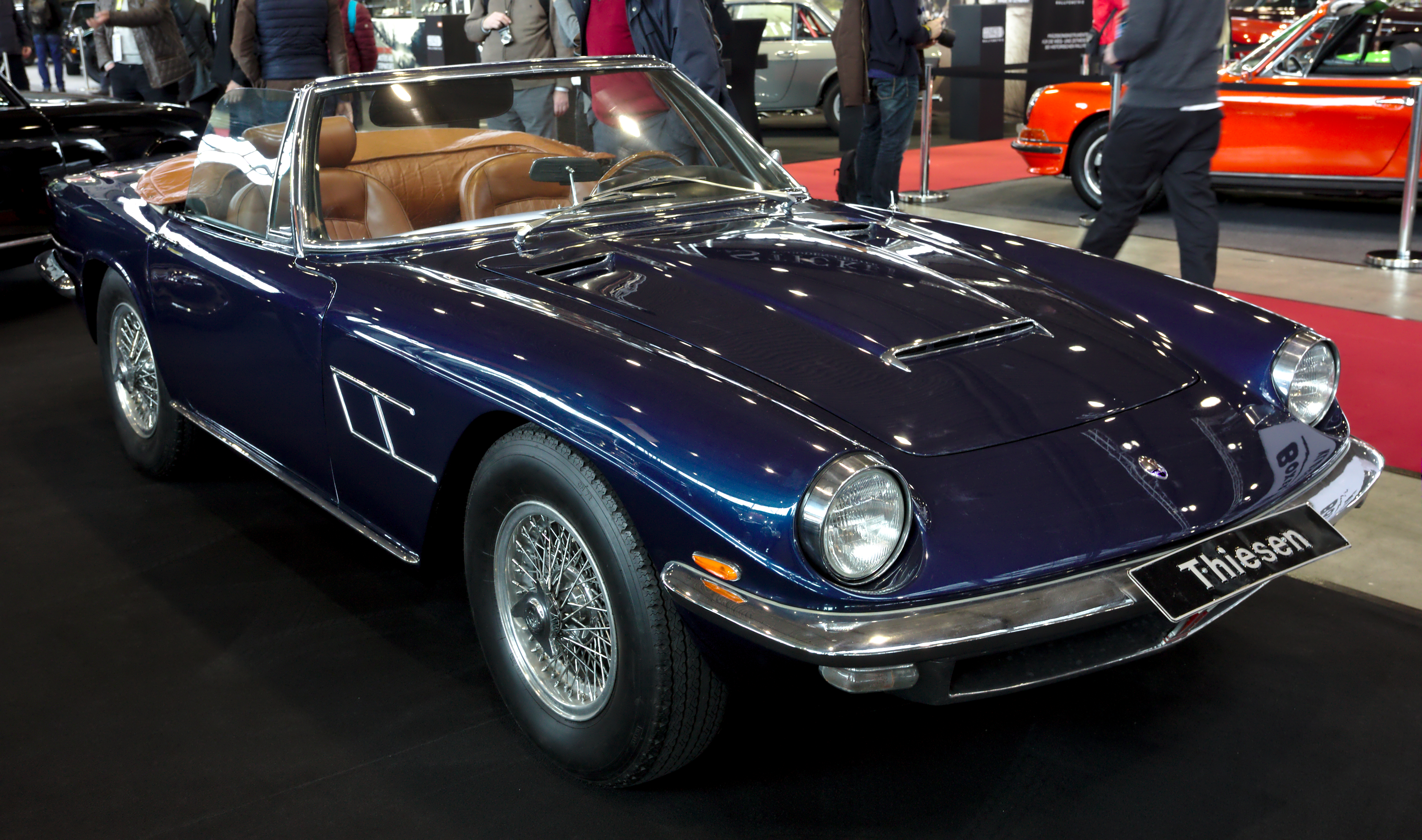
4000 Spyder
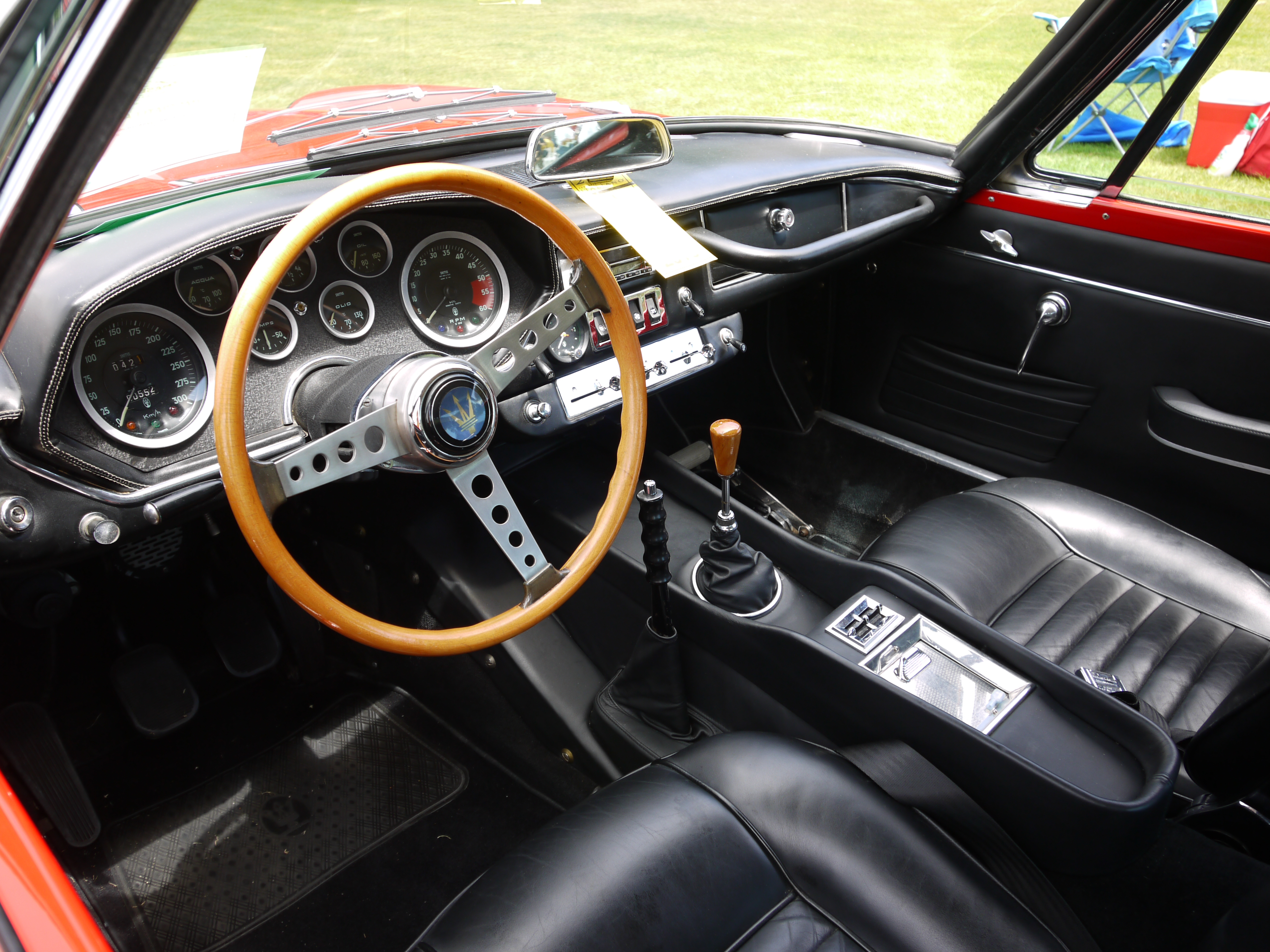
Interior